# 엘키라시코
엘키라시코란 잠실야구장을 사용하는 LG 트윈스와 고척 스카이돔을 사용하는 키움 히어로즈가 서로 물고 물리는 경기로써, 붙여진 이름이다.  2011년부터 2015년까지 맞대결에서도 키움 히어로즈가 이기면서 마침내는 2014년 한국프로야구 포스트시즌 경기에서 사상 최초로 엘넥라시코 경기에서도 넥센 히어로즈가 승리를 거둔다. 아울러 2016년 KBO 포스트시즌 경기에서도 넥센 히어로즈와 LG 트윈스가 다시 만나지만 이 경기에서는 반대로 LG 트윈스가 승리했다. 그리고 2018년 10월 31일에 넥센 히어로즈는 2018년 프로야구 경기가 끝난 후, 키움증권 회사와 스폰서를 받아들여 키움 히어로즈로 팀명이 정정되면서 엘키라시코라고 불리고 있다.
| 년도   | 대상 팀                    | 키움 승리 | 무승부 | LG 승리 | 최종 승리          |
| ------ | -------------------------- | --------- | ------ | ------- | ------------------ |
| 2008년 | 넥센 히어로즈 VS LG 트윈스 | 11        | 0      | 7       | 넥센 히어로즈 승리 |
| 2009년 | 넥센 히어로즈 VS LG 트윈스 | 11        | 0      | 8       | 넥센 히어로즈 승리 |
| 2010년 | 넥센 히어로즈 VS LG 트윈스 | 9         | 0      | 10      | LG 트윈스 승리     |
| 2011년 | 넥센 히어로즈 VS LG 트윈스 | 12        | 0      | 7       | 넥센 히어로즈 승리 |
| 2012년 | 넥센 히어로즈 VS LG 트윈스 | 13        | 0      | 6       | 넥센 히어로즈 승리 |
| 2013년 | 넥센 히어로즈 VS LG 트윈스 | 11        | 0      | 5       | 넥센 히어로즈 승리 |
| 2014년 | 넥센 히어로즈 VS LG 트윈스 | 9         | 0      | 7       | 넥센 히어로즈 승리 |
| 2015년 | 넥센 히어로즈 VS LG 트윈스 | 10        | 0      | 6       | 넥센 히어로즈 승리 |
| 2016년 | 넥센 히어로즈 VS LG 트윈스 | 6         | 0      | 10      | LG 트윈스 승리     |
| 2017년 | 넥센 히어로즈 VS LG 트윈스 | 5         | 0      | 10      | LG 트윈스 승리     |
| 2018년 | 넥센 히어로즈 VS LG 트윈스 | 5         | 0      | 11      | LG 트윈스 승리     |

## 넥센 히어로즈가 LG 트윈스 포스트시즌 진출 구원
위에 언급했듯이 넥센 히어로즈는 LG 트윈스를 만나기만 하면 서로 치열한 경기를 펼쳤어도 대부분의 결과는 넥센 히어로즈가 이기면서 LG 트윈스를 괴롭혔다. 
1. 그런데, 2014년 10월 17일 LG 트윈스는 승점이 SK 와이번스보다 유리한 고지에 있으면서도 탈락의 길에 놓이게 되었다.
2. 최종전 경기를 앞두고 LG 트윈스가 62승 2무 63패이고, SK 와이번스는 61승 2무 64패였다. 단, 여기서 SK 와이번스가 무조건 최종전을 이기는 전제하에 롯데 자이언츠가 LG 트윈스를 이긴다는 유일한 경우의 수였다. SK 와이번스가 이기고 LG 트윈스가 패할 시, LG 트윈스와 SK 와이번스가 서로 승점에는 동률을 이루지만 2014년 서로 간의 맞대결에서 10승 6패로 SK 와이번스가 승리했기 때문에 SK 와이번스가 진출하게 된다.
3. 한편, 넥센 히어로즈의 경우는 이미 2014년 한국프로야구 포스트시즌을 확정지었기 때문에 최종전에 패해도 사실상 상관없었다.
4. LG 트윈스는 처음에는 이병규의 홈런을 두 번이나 치면서 롯데 자이언츠를 앞서갔지만, 3회말에 금방 최준석과 손아섭의 홈런 외에도 총 8점으로 역전승했다. 이럴 경우 LG 트윈스는 2014년 한국프로야구 포스트시즌 진출이 어려울 수도 있었지만, 같은 시간에 넥센 히어로즈는 2위로 이미 진출을 확정지으면서도 불구하고 초반부터 SK 와이번스를 몰아붙였다.
5. 결국, LG 트윈스-롯데 자이언츠의 7회말 경기가 진행되는 사이에 목동야구장 소식이 들어왔다. 넥센 히어로즈가 SK 와이번스를 7대2로 이겼다는 소식이었다. 이 덕에 LG 트윈스가 최종전 상관없이 넥센 히어로즈의 도움을 받아서 2014년 한국프로야구 포스트시즌에 진출할 수 있었다. 반면, 최종전에서 무조건 이겨야 했던 SK 와이번스는 경기 중 2득점을 내긴 했지만 초반부터 넥센 히어로즈에게 밀리는 경기를 하다가 패배하고 말았다.
6. 아이런하게도 적대적이자 라이벌 관계였던 LG 트윈스-넥센 히어로즈는 LG 트윈스가 최종전에서 패하는 아주 어려운 상황에서도 넥센 히어로즈의 도움을 받아 2014년 KBO 포스트시즌에 진출할 수 있었던 것이다.

| 일자             | 원정 팀     | 득점 결과 | 홈팀          | 장소       | 결과                                                        |
| ---------------- | ----------- | --------- | ------------- | ---------- | ----------------------------------------------------------- |
| 2014년 10월 17일 | LG 트윈스   | 5 : 8     | 롯데 자이언츠 | 사직야구장 | 롯데 승리 / SK의 패배로 2014년 한국프로야구 포스트시즌 진출 |
| 2014년 10월 17일 | SK 와이번스 | 2 : 7     | 넥센 히어로즈 | 목동야구장 | 넥센 승리! / SK 와이번스 탈락!                              |

1. LG 트윈스가 NC 다이노스를 만났는데 3:1로 크게 이겨서 플레이오프에 진출했고, NC 다이노스 입장에는 비록 준플레이오프에서는 패했지만 창단 이후 사상 최초로 2014년 한국프로야구 포스트시즌에 진출하였다. 그리고 LG 트윈스는 넥센 히어로즈를 플레이오프에서 만나 2014년 한국프로야구 포스트시즌에서 사상 최초로 엘넥라시코 경기가 펼쳐졌다. 만약에 NC 다이노스에게 패했다면 LG 트윈스-넥센 히어로즈 경기가 절대로 없었을 것이다.
2. 넥센 히어로즈가 최종전에서 SK 와이번스를 이기는 바람에 LG 트윈스가 이 도움으로 2014년 한국프로야구 포스트시즌에 자연히 진출했다. 하지만, 2014년 한국프로야구 포스트시즌에 진출한 LG 트윈스는 NC 다이노스까지 물리쳐서 꼴찌에서 3위까지 올라갔지만 플레이오프에서 넥센 히어로즈를 만나 역시 산을 넘지 못해 3:1로 패해 크게 몰락하고 말았다.

### 2014년 한국프로야구 포스트시즌 플레이오프
| 일자             | 원정 팀       | 득점 결과 | 홈팀          | 장소                  | 결과               |
| ---------------- | ------------- | --------- | ------------- | --------------------- | ------------------ |
| 2014년 10월 27일 | LG 트윈스     | 3 : 6     | 넥센 히어로즈 | 목동야구장            | 넥센 히어로즈 승리 |
| 2014년 10월 28일 | LG 트윈스     | 9 : 2     | 넥센 히어로즈 | 목동야구장            | LG 트윈스 승리     |
| 2014년 10월 30일 | 넥센 히어로즈 | 6 : 2     | LG 트윈스     | 서울종합운동장 야구장 | 넥센 히어로즈 승리 |
| 2014년 10월 31일 | 넥센 히어로즈 | 12 : 2    | LG 트윈스     | 서울종합운동장 야구장 | 넥센 히어로즈 승리 |

- 2014년 한국프로야구 포스트시즌에 이어 2016년 KBO 포스트시즌에서도 LG 트윈스와 넥센 히어로즈와의 두 번의 KBO 포스트시즌 엘넥라시코 야구 경기가 열리게 되었다. 그러나, 이번 경기에서는 3승 1패로 LG 트윈스가 2016년 KBO 포스트시즌에서 사상 최초로 넥센 히어로즈를 누르고 플레이오프에 진출했다.

### 2016년 한국프로야구 포스트시즌 플레이오프
| 일자             | 원정 팀       | 득점 결과 | 홈팀          | 장소                  | 결과               |
| ---------------- | ------------- | --------- | ------------- | --------------------- | ------------------ |
| 2016년 10월 13일 | LG 트윈스     | 7 : 0     | 넥센 히어로즈 | 고척스카이돔          | LG 트윈스 승리     |
| 2016년 10월 14일 | LG 트윈스     | 1 : 5     | 넥센 히어로즈 | 고척스카이돔          | 넥센 히어로즈 승리 |
| 2016년 10월 16일 | 넥센 히어로즈 | 1 : 4     | LG 트윈스     | 서울종합운동장 야구장 | LG 트윈스 승리     |
| 2016년 10월 17일 | 넥센 히어로즈 | 1 : 5     | LG 트윈스     | 서울종합운동장 야구장 | LG 트윈스 승리     |

- 2016년 한국프로야구 포스트시즌에서는 LG 트윈스가 넥센 히어로즈를 3승 1패로 좀 손쉽게 이겼다.
- 후에 양팀은 2019년 한국프로야구 포스트시즌에서 다시 만나게 된다. 그런데 2018년 한국프로야구 포스트시즌이 끝난 이후, 넥센 히어로즈가 키움증권 회사와 스폰서 계약을 맺어 키움 히어로즈로 팀명이 바뀌었다. 이후, 키움 히어로즈는 LG 트윈스와 2019년 한국프로야구 포스트시즌에 서로 만나게 된다.

### 2019년 한국프로야구 포스트시즌 준플레이오프
| 일자             | 원정 팀       | 득점 결과 | 홈팀          | 장소                  | 결과               |
| ---------------- | ------------- | --------- | ------------- | --------------------- | ------------------ |
| 2019년 10월 6일  | LG 트윈스     | 0 : 1     | 키움 히어로즈 | 고척스카이돔          | 키움 히어로즈 승리 |
| 2019년 10월 7일  | LG 트윈스     | 4 : 5     | 키움 히어로즈 | 고척스카이돔          | 키움 히어로즈 승리 |
| 2019년 10월 9일  | 키움 히어로즈 | 2 : 4     | LG 트윈스     | 서울종합운동장 야구장 | LG 트윈스 승리     |
| 2019년 10월 10일 | 키움 히어로즈 | 10 : 5    | LG 트윈스     | 서울종합운동장 야구장 | 키움 히어로즈 승리 |

- 2019년 한국프로야구 포스트시즌에는 다시 키움 히어로즈가 승리하였다.
- 1차전에서는 양팀이 0대0으로 서로 팽팽한 균형을 이루다가 9회말에 키움 히어로즈의 박병호의 끝내기 솔로 홈런을 터뜨려 키움 히어로즈가 승리하였다.
- 2차전에서는 LG 트윈스가 앞섰지만 7회말부터 키움 히어로즈의 박병호가 또다시 투런 홈런을 만들고 9회말에 동점을 금세 만들다가 10회말 연장전에서 끝내기 승리를 거뒀다. 이후 잠실야구장 4차전에서는 키움 히어로즈가 일방적인 승리를 거두어 플레이오프에 진출하였다.
- LG 트윈스의 경우는 오직 3차전만이 승리하였는데 그것도 약간 키움 히어로즈에게 처음에 밀리는 경기를 하다가 좀 어렵게 이기는 불안한 승리였다.

## 2020년 최초의 와일드카드 결정전
LG 트윈스와 키움 히어로즈가 2020년 프로야구 마지막 경기에서 모두 패하는 바람에 4위와 5위로 떨어졌다.
그러나 아직 둘 다 희망은 있다. 단, 4위에 유리한 조건을 가진 LG 트윈스가 먼저 1승을 가진 상황에서 2번의 경기를 치른다. 물론 무조건 키움 히어로즈가 이긴 전제하의 2경기다. 만약, 첫번째 경기부터 LG 트윈스가 승리하면 무조건 LG 트윈스가 진출한 채, 와일드카드 경기는 끝나고 바로 준플레이오프가 시작된다.
어쨌든, LG 트윈스와 키움 히어로즈가 와일드카드전에서 사상 최초로 엘키라시코 경기를 치른다. 결과는 13회말까지 접전 끝에 LG 트윈스가 승리했다.
| 일자            | 원정 팀       | 득점 결과 | 홈팀        | 장소       | 결과 |
| --------------- | ------------- | --------- | ----------- | ---------- | ---- |
| 2020년 11월 1일 | LG 트윈스     | 2 : 3     | SK 와이번스 | 문학야구장 | 패배 |
| 2020년 11월 1일 | 키움 히어로즈 | 0 : 2     | 두산 베어스 | 잠실야구장 | 패배 |

| 일자            | 원정 팀       | 득점 결과 | 홈팀      | 장소                  | 결과           | 횟수   |
| --------------- | ------------- | --------- | --------- | --------------------- | -------------- | ------ |
| 2020년 11월 2일 | 키움 히어로즈 | 3 : 4     | LG 트윈스 | 서울종합운동장 야구장 | LG 트윈스 승리 | 13회말 |

### 2021년
2021년에도 LG 트윈스와 키움 히어로즈가  2021년 KBO 포스트시즌에 동반 진출했지만 서로 만나는 일은 없었다. 즉, LG 트윈스는 3위로 자연스럽게 포스트시즌에 진출했으나 키움 히어로즈는 최종 경기에서 무조건 이기고 SSG 랜더스가 지면서 힘들게 와일드카드에서 진출했지만 두산 베어스 경기에서 2승을 거두지 못해서 탈락했기 때문이다. 

### 2022년
2022년에서도 공교롭게도 이번에는 키움 히어로즈가 LG 트윈스의 최종 어부지리로 3위를 하는 상황이 펼쳐지게 되었다. 키움 히어로즈는 10월 8일에 무사히 잠실야구장에서 두산 베어스를 5:1로 이기긴 했으나, 같은 시간에 KT 위즈가 7:2로 크게 이겼다. 게다가 KT 위즈에게는 아직 두 경기가 추가로 남아있었던 상황, 이 나머지 두 경기까지 KT 위즈가 잡을 경우 키움 히어로즈가 4위로 내려앉아 와일드카드 경기를 치르게 된다. 그러므로 NC 다이노스나 LG 트윈스 중 한 팀이라도 적어도 이겨줘야 키움 히어로즈가 3위를 차지하게 된다. 10월 10일에 KT 위즈는 NC 다이노스를 5:2로 이겨주는 바람에 3위 결정은 미궁에 빠지게 되었다. KT 위즈의 진정한 최종 경기에 따라서 3위와 4위 결정이 가려지기 때문이다. 10월 11일에 KT 위즈와 LG 트윈스 경기에서는 양팀이 팽팽한 경기를 펼치다가 9회말에 들어서 LG 트윈스가 극적인 동점에 이어 역전 끝내기 승리를 가져가면서 덕분에 이 결과에 따라 키움 히어로즈도 아울러 극적인 3위를 차지할 수 있었다. 2014년에 이미 2위로 2014년 KBO 포스트시즌 진출이 확정되었던 키움 히어로즈가 SK 와이번스를 크게 이겨 LG 트윈스가 최종전에 비록 패해도 2014년 KBO 포스트시즌에 진출하는 도움을 준 바 있었는데 2022년에 반대로 2위로 2022년 KBO 포스트시즌 진출이 확정된 LG 트윈스는 최종 경기를 6:5로 KT 위즈를 이기면서 이 경기로 인해 3위로 극적으로 올라갈 수 있는 키움 히어로즈에게 보답을 결국엔 지켰다.

그리고, 마침 KT 위즈가 와일드카드에서 이긴 후 2022년 KBO 포스트시즌에서 키움 히어로즈를 만났지만 끝내 키움 히어로즈에게 최종전 5번째 경기에서 지면서 2년만에 또다시 만난 팀이자 이번엔 와일드카드 경기가 아닌 3년만에 2022년 KBO 포스트시즌 경기에서 엘넥라시코 경기가 다시 펼쳐지게 된다.

### 키움 히어로즈 최종전 결과
| 날짜             | 원정 팀       | 득점  | 홈 팀        | 장소                 | 승점          | 결과                     | 비고                                                                       |
| ---------------- | ------------- | ----- | ------------ | -------------------- | ------------- | ------------------------ | -------------------------------------------------------------------------- |
| 2022년 10월 8일  | 키움 히어로즈 | 5 : 1 | 두산 베어스  | 서울종합운동장       | 80승 2무 62패 | 키움 히어로즈 승리       | KT 위즈의 승리로 이후 1패 이상을 해야 키움 히어로즈가 3위 가능.            |
| 2022년 10월 8일  | kt 위즈       | 7 : 2 | KIA 타이거즈 | 광주기아챔피언스필드 | 79승 2무 61패 | KT 위즈의 승리           | 키움 히어로즈가 승리함에 따라 나머지 2승을 다 해야 3위 가능.               |
| 2022년 10월 10일 | NC 다이노스   | 2 : 5 | kt 위즈      | 수원KT위즈파크       | 80승 2무 61패 | KT 위즈의 승리           | 추가 승리로 인해 마지막 경기도 승리를 잡아야 3위 가능.                     |
| 2022년 10월 11일 | kt 위즈       | 5 : 6 | LG 트윈스    | 서울종합운동장       | 80승 2무 62패 | 패배 ( LG 트윈스의 승리) | 최종 경기에서 패하여 키움 히어로즈와 총 승점은 같지만 맞대결에서 밀려 4위. |

### 2022년 한국프로야구 포스트시즌 플레이오프
LG 트윈스가 결국 키움 히어로즈에게 2014년 KBO 포스트시즌 진출을 2022년 KBO 포스트시즌의 3위를 지키는 보답을 결국 지키는 덕에 키움 히어로즈가 KT 위즈보다 조금 더 유리한 위치에 있었고, 결국엔 KT 위즈보다 약간 힘들이지 않고 2022년 KBO 포스트시즌에서도 승리하여 결국엔 2위 LG 트윈스와 또다시 만날 수 있게 되었다. 
그리하여 다시 플레이오프에서 만난 양팀은 다시 경기를 펼쳤다. 일단 1차전은 LG 트윈스가 이겼으나 이후 키움 히어로즈가 연속 3승을 거두는 바람에 키움 히어로즈가 3년만에 드디어 한국시리즈 경기에 진출하게 되었다. LG 트윈스는 포스트시즌에 진출에는 성공했으나 한국시리즈 진출에는 계속 탈락하고 말았다. 
| 일자             | 원정 팀       | 득점 결과 | 홈팀          | 장소                  | 결과               |
| ---------------- | ------------- | --------- | ------------- | --------------------- | ------------------ |
| 2022년 10월 24일 | 키움 히어로즈 | 3 : 6     | LG 트윈스     | 서울종합운동장 야구장 | LG 트윈스 승리     |
| 2022년 10월 25일 | 키움 히어로즈 | 7 : 6     | LG 트윈스     | 서울종합운동장 야구장 | 키움 히어로즈 승리 |
| 2022년 10월 27일 | LG 트윈스     | 4 : 6     | 키움 히어로즈 | 고척스카이돔          | 키움 히어로즈 승리 |
| 2022년 10월 28일 | LG 트윈스     | 1 : 4     | 키움 히어로즈 | 고척스카이돔          | 키움 히어로즈 승리 |

## 같이 보기
- KBO 리그
- 2014년 KBO 포스트시즌
- 2022년 KBO 포스트시즌
- KBO 포스트시즌
- 서울종합운동장 야구장
- 목동야구장
- 고척스카이돔